# Balcanodiscus frivaldskyanus
Balcanodiscus frivaldskyanus is een slakkensoort uit de familie van de Zonitidae. De wetenschappelijke naam van de soort is voor het eerst geldig gepubliceerd in 1842 door Rossmassler.